# Kenta Mukuhara
Kenta Mukuhara (født 6. juli 1989) er en japansk fodboldspiller, som spiller for den japanske fodboldklub Fagiano Okayama.